# Polónium-dioxid
A polónium-dioxid más néven polónium(IV) oxid egy kémiai vegyület képlete PoO2. Egyike a három polónium-oxidnak – a másik kettő a polónium-monoxid PoO és a polónium-trioxid PoO3. Szobahőmérsékleten halványsárga színű, kristályos szilárd anyag. Alacsony nyomáson (például vákuumban), 500 ° C-on oxigénre és polóniumra bomlik. 

## Megjelenése
Szobahőmérsékleten a polónium-dioxidnak kalcium-fluorid kristályszerkezete van. Kristályai lapcentráltak és köbösek. Azonban magas hőmérsékleten kristályai tetragonálisak. A köbös kristályok halványsárgák, a tetragonálisak pirosak. A polónium-dioxid kristályai elsötétednek hevítés hatására, szublimációs pontján 885 °C-on csokoládébarnák.   A Po4+ ion sugara 1,02 vagy 1,04 Å. Így a Po4+/O2− ionok sugarának aránya 0.73, ami köbös kristályszerkezet stabilitásának alsó határa. Az újonnan előállított polónium-dioxid kristályai mindig tetragonálisak majd idővel vagy ha lehűtik köbösek lesznek.

## Előfordulása
A polónium-dioxid nem fordul elő a természetben. A világon kevés polónium van és magas hőmérséklet 250 °C szükséges az előállításához. 

## Előállítása
A elemi polónium és oxigén reakciójával állítják elő 250 °C-on. Vagy a következő anyagok hőbontásával: polónium (IV)-hidroxid (PoO(OH)2), polónium-diszulfát (Po(SO4)2), polónium-szelenát (Po(SeO4)2), vagy polóniummal-tetranitrát (Po(NO3)4).  

## Kémiai tulajdonságai
A polónium-dioxid reakcióba lép a hidrogénnel 200 ° C-on. Az ammóniával és a hidrogén-szulfiddal 250 °C-on reagál. Kén-dioxiddal is 250 °C-on reagál, a reakcióban fehér vegyület keletkezik, lehetséges hogy polónium-szulfit. A hidratált polónium-dioxid neve Polónossav (H2PoO3), halványsárga színű amfoter vegyület, reakcióba lép a savakkal és a bázisokkal is.
Hidrogén-halogenidekkel reagálva polónium-tetrahalogenid és víz keletkezik belőle:
PoO2 + 4 HF → PoF4 + 2 H2O
PoO2 + 4 HCl → PoCl4 + 2 H2O
PoO2 + 4 HBr → PoBr4 + 2 H2O
PoO2 + 4 HI → PoI4 + 2 H2O
A tulajdonságai olyanok mint homológja a tellúr-dioxid tulajdonságai. Po (IV)-sók keletkezhetnek belőle. A kalkogén-oxidok savassága periódusos rendszerben lefele haladva csökken. Például SO2, SO3, SeO2, SeO3 és a TeO3 savasak, de a TeO2 és a PoO2 amfoter.
Kálium-hidroxiddal vagy kálium-nitráttal reagálva kálium-polonit K2PoO3 keletkezik belőle:
PoO2 + 2 KOH → K2PoO3 + H2O
PoO2 + 2 KNO3 → K2PoO3 + 2 NO
A kétszeresen negatív ionja a polonit PoO2−3.

## Felhasználása
A polónium-dioxidot kizárólag kísérleti célokra állítják elő.

## Óvintézkedések
A polónium-dioxid nagyon radioaktív vegyület, kizárólag neoprén kesztyűben szabad hozzányúlni.

## Fordítás
Ez a szócikk részben vagy egészben  a   Polonium dioxide című angol Wikipédia-szócikk fordításán alapul.  Az eredeti cikk szerkesztőit annak laptörténete sorolja fel. Ez a jelzés csupán a megfogalmazás eredetét és a szerzői jogokat jelzi, nem szolgál a cikkben szereplő információk forrásmegjelöléseként.